# Torneos WTA en 2025
El Tour de la WTA 2025 es el circuito de la élite profesional del tenis, organizado por la Asociación de Tenis Femenina (WTA) para el año 2025. La WTA Tour 2025 comprende el calendario de torneos de Grand Slam (supervisado por la Federación Internacional de Tenis (ITF), los torneos WTA 1000, los torneos WTA 500, los torneos WTA 250, el campeonato de fin de año (la WTA Finals), la United Cup (evento combinado con la ATP), la Copa Billie Jean King (organizados por la ITF).

## Calendario
Clave
| Grand Slam                         |
| WTA Finals                         |
| WTA 1000                           |
| WTA 500                            |
| WTA 250                            |
| Copa Billie Jean King y United Cup |

### Enero
| Semana                  | Torneo | Campeonas                                           | Finalistas                           | Semifinalistas                      | Cuartos de final                                                    |
| ----------------------- | --- | --------------------------------------------------- | ------------------------------------ | ----------------------------------- | ------------------------------------------------------------------- |
| 30 de diciembre         | United Cup Perth / Sídney, Australia Campeonato por equipos A$5,125,000 – Dura – 18 equipos (RR)                                                 | Estados Unidos 2-0                                  | Polonia                              | República Checa · Kazajistán        | China · Italia · Alemania · Reino Unido                             |
| 30 de diciembre         | Brisbane International presented by Evie Brisbane, Australia WTA 500 $1,520,600 – Dura – 48S/24Q/16D Cuadro Individual – Cuadro de Dobles        | Aryna Sabalenka 4-6, 6-3, 6-2                       | Polina Kudermetova                   | Mirra Andreeva Anhelina Kalinina    | Marie Bouzková Ons Jabeur Ashlyn Krueger Kimberly Birrell           |
| 30 de diciembre         | Brisbane International presented by Evie Brisbane, Australia WTA 500 $1,520,600 – Dura – 48S/24Q/16D Cuadro Individual – Cuadro de Dobles        | Mirra Andreeva Diana Shnaider 7-6(6), 7-5           | Priscilla Hon Anna Kalinskaya        | Mirra Andreeva Anhelina Kalinina    | Marie Bouzková Ons Jabeur Ashlyn Krueger Kimberly Birrell           |
| 30 de diciembre         | ASB Classic Auckland, Nueva Zelanda WTA 250 $275,094 – Dura – 32S/24Q/16D Cuadro Individual – Cuadro de Dobles                                   | Clara Tauson 4-6, ret.                              | Naomi Osaka                          | Robin Montgomery Alycia Parks       | Madison Keys Bernarda Pera Katie Volynets Hailey Baptiste           |
| 30 de diciembre         | ASB Classic Auckland, Nueva Zelanda WTA 250 $275,094 – Dura – 32S/24Q/16D Cuadro Individual – Cuadro de Dobles                                   | Xinyu Jiang Fang-Hsien Wu 6-4, 6-3                  | Aleksandra Krunić Sabrina Santamaria | Robin Montgomery Alycia Parks       | Madison Keys Bernarda Pera Katie Volynets Hailey Baptiste           |
| 6 de enero              | Adelaide International Adelaida, Australia WTA 500 $1,064,510 – Dura – 30S/24Q/16D Cuadro Individual – Cuadro de Dobles                          | Madison Keys 6-3, 4-6, 6-1                          | Jessica Pegula                       | Yulia Putintseva Liudmila Samsonova | Ashlyn Krueger Diana Shnaider Daria Kasatkina Emma Navarro          |
| 6 de enero              | Adelaide International Adelaida, Australia WTA 500 $1,064,510 – Dura – 30S/24Q/16D Cuadro Individual – Cuadro de Dobles                          | Hany Guo Alexandra Panova 7-5, 6-4                  | Beatriz Haddad Maia Laura Siegemund  | Yulia Putintseva Liudmila Samsonova | Ashlyn Krueger Diana Shnaider Daria Kasatkina Emma Navarro          |
| 6 de enero              | Hobart International Hobart, Australia WTA 250 $275,094 – Dura – 32S/32Q/16D Cuadro Individual – Cuadro de Dobles                                | McCartney Kessler 6-4, 3-6, 6-0                     | Elise Mertens                        | Elina Avanesyan Maya Joint          | Dayana Yastremska Amanda Anisimova Sofia Kenin Veronika Kudermetova |
| 6 de enero              | Hobart International Hobart, Australia WTA 250 $275,094 – Dura – 32S/32Q/16D Cuadro Individual – Cuadro de Dobles                                | Xinyu Jiang Fang-Hsien Wu 6-1, 7-6(6)               | Monica Niculescu Fanny Stollár       | Elina Avanesyan Maya Joint          | Dayana Yastremska Amanda Anisimova Sofia Kenin Veronika Kudermetova |
| 13 de enero 20 de enero | Australian Open Melbourne, Australia Grand Slam A$43,608,375 – Dura – 128S/128Q/64D/16Q/32X Cuadro Individual – Cuadro de Dobles – Dobles Mixtos | Madison Keys 6-3, 2-6, 7-5                          | Aryna Sabalenka                      | Paula Badosa Iga Świątek            | Anastasia Pavlyuchenkova Coco Gauff Elina Svitolina Emma Navarro    |
| 13 de enero 20 de enero | Australian Open Melbourne, Australia Grand Slam A$43,608,375 – Dura – 128S/128Q/64D/16Q/32X Cuadro Individual – Cuadro de Dobles – Dobles Mixtos | Kateřina Siniaková Taylor Townsend 6-2, 6-7(4), 6-3 | Su-Wei Hsieh Jeļena Ostapenko        | Paula Badosa Iga Świątek            | Anastasia Pavlyuchenkova Coco Gauff Elina Svitolina Emma Navarro    |
| 13 de enero 20 de enero | Australian Open Melbourne, Australia Grand Slam A$43,608,375 – Dura – 128S/128Q/64D/16Q/32X Cuadro Individual – Cuadro de Dobles – Dobles Mixtos | Olivia Gadecki John Peers 3-6, 6-4, [10-6]          | Kimberly Birrell John-Patrick Smith  | Paula Badosa Iga Świątek            | Anastasia Pavlyuchenkova Coco Gauff Elina Svitolina Emma Navarro    |
| 27 de enero             | Upper Austria Ladies Linz Linz, Austria WTA 500 $1,064,510 – Dura (i) – 32S/24Q/16D Cuadro Individual – Cuadro de Dobles                         | Ekaterina Alexandrova 6-2, 3-6, 7-5                 | Dayana Yastremska                    | Karolína Muchová Clara Tauson       | Anastasia Potapova Petra Martić Maria Sakkari Anna Blinkova         |
| 27 de enero             | Upper Austria Ladies Linz Linz, Austria WTA 500 $1,064,510 – Dura (i) – 32S/24Q/16D Cuadro Individual – Cuadro de Dobles                         | Tímea Babos Luisa Stefani 3-6, 7-5, [10-4]          | Lyudmyla Kichenok Nadiia Kichenok    | Karolína Muchová Clara Tauson       | Anastasia Potapova Petra Martić Maria Sakkari Anna Blinkova         |
| 27 de enero             | Singapore Open Singapur, Singapur WTA 250 $275,094 – Dura (i) – 32S/24Q/16D Cuadro Individual – Cuadro de Dobles                                 | Elise Mertens 6-1, 6-4                              | Ann Li                               | Anna Kalinskaya Wang Xinyu          | Mananchaya Sawangkaew Kimberly Birrell Jil Teichmann Camila Osorio  |
| 27 de enero             | Singapore Open Singapur, Singapur WTA 250 $275,094 – Dura (i) – 32S/24Q/16D Cuadro Individual – Cuadro de Dobles                                 | Desirae Krawczyk Giuliana Olmos 7-5, 6-0            | Wang Xinyu Zheng Saisai              | Anna Kalinskaya Wang Xinyu          | Mananchaya Sawangkaew Kimberly Birrell Jil Teichmann Camila Osorio  |

### Febrero
| Semana        | Torneo | Campeonas                                      | Finalistas                            | Semifinalistas                           | Cuartos de final                                                      |
| ------------- | --- | ---------------------------------------------- | ------------------------------------- | ---------------------------------------- | --------------------------------------------------------------------- |
| 3 de febrero  | Mubadala Abu Dhabi Open Abu Dabi, Emiratos Árabes Unidos WTA 500 $1,064,510 – Dura – 28S/24Q/16D Cuadro Individual – Cuadro de Dobles            | Belinda Bencic 4-6, 6-1, 6-1                   | Ashlyn Krueger                        | Elena Rybakina Linda Nosková             | Ons Jabeur Markéta Vondroušová Leylah Fernandez Magda Linette         |
| 3 de febrero  | Mubadala Abu Dhabi Open Abu Dabi, Emiratos Árabes Unidos WTA 500 $1,064,510 – Dura – 28S/24Q/16D Cuadro Individual – Cuadro de Dobles            | Jelena Ostapenko Ellen Perez 6-2, 6-1          | Kristina Mladenovic Shuai Zhang       | Elena Rybakina Linda Nosková             | Ons Jabeur Markéta Vondroušová Leylah Fernandez Magda Linette         |
| 3 de febrero  | Transylvania Open Cluj-Napoca, Rumania WTA 250 $275,094 – Dura (i) – 32S/16Q/16D Cuadro Individual – Cuadro de Dobles                            | Anastasia Potapova 4-6, 6-1, 6-2               | Lucia Bronzetti                       | Aliaksandra Sasnovich Kateřina Siniaková | Ella Seidel Anhelina Kalinina Elisabetta Cocciaretto Viktoriya Tomova |
| 3 de febrero  | Transylvania Open Cluj-Napoca, Rumania WTA 250 $275,094 – Dura (i) – 32S/16Q/16D Cuadro Individual – Cuadro de Dobles                            | Magali Kempen Anna Sisková 6-3, 6-1            | Jaqueline Cristian Angelica Moratelli | Aliaksandra Sasnovich Kateřina Siniaková | Ella Seidel Anhelina Kalinina Elisabetta Cocciaretto Viktoriya Tomova |
| 10 de febrero | Qatar TotalEnergies Open Doha, Catar WTA 1000 $3,654,963 – Dura – 56S/32Q/28D Cuadro Individual – Cuadro de Dobles                               | Amanda Anisimova 6-4, 6-3                      | Jelena Ostapenko                      | Ekaterina Alexandrova Iga Świątek        | Jessica Pegula Marta Kostyuk Ons Jabeur Elena Rybakina                |
| 10 de febrero | Qatar TotalEnergies Open Doha, Catar WTA 1000 $3,654,963 – Dura – 56S/32Q/28D Cuadro Individual – Cuadro de Dobles                               | Sara Errani Jasmine Paolini 7-5, 7-6(10)       | Xinyu Jiang Fang-Hsien Wu             | Ekaterina Alexandrova Iga Świątek        | Jessica Pegula Marta Kostyuk Ons Jabeur Elena Rybakina                |
| 17 de febrero | Dubai Duty Free Tennis Championships Dubái, Emiratos Árabes Unidos WTA 1000 $3,654,963 – Dura – 56S/32Q/28D Cuadro Individual – Cuadro de Dobles | Mirra Andreeva 7-6(1), 6-1                     | Clara Tauson                          | Karolína Muchová Elena Rybakina          | Linda Nosková Sorana Cîrstea Sofia Kenin Iga Świątek                  |
| 17 de febrero | Dubai Duty Free Tennis Championships Dubái, Emiratos Árabes Unidos WTA 1000 $3,654,963 – Dura – 56S/32Q/28D Cuadro Individual – Cuadro de Dobles | Kateřina Siniaková Taylor Townsend 7-6(5), 6-4 | Su-Wei Hsieh Jelena Ostapenko         | Karolína Muchová Elena Rybakina          | Linda Nosková Sorana Cîrstea Sofia Kenin Iga Świątek                  |
| 24 de febrero | Mérida Open Akron Mérida, México WTA 500 $1,064,510 – Dura – 28S/24Q/16D Cuadro Individual – Cuadro de Dobles                                    | Emma Navarro 6-0, 6-0                          | Emiliana Arango                       | Elina Avanesyan Daria Saville            | Zeynep Sönmez Maya Joint Rebecca Šramková Paula Badosa                |
| 24 de febrero | Mérida Open Akron Mérida, México WTA 500 $1,064,510 – Dura – 28S/24Q/16D Cuadro Individual – Cuadro de Dobles                                    | Katarzyna Piter Mayar Sherif 7-6(2), 7-5       | Anna Danilina Irina Khromacheva       | Elina Avanesyan Daria Saville            | Zeynep Sönmez Maya Joint Rebecca Šramková Paula Badosa                |
| 24 de febrero | ATX Open Austin, Estados Unidos WTA 250 $275,094 – Dura – 32S/16Q/16D Cuadro Individual – Cuadro de Dobles                                       | Jessica Pegula 7-5, 6-2                        | McCartney Kessler                     | Ajla Tomljanović Greet Minnen            | Anna Blinkova Ena Shibahara Caroline Dolehide Sorana Cîrstea          |
| 24 de febrero | ATX Open Austin, Estados Unidos WTA 250 $275,094 – Dura – 32S/16Q/16D Cuadro Individual – Cuadro de Dobles                                       | Anna Blinkova Yuan Yue 3-6, 6-1, [10-4]        | McCartney Kessler Zhang Shuai         | Ajla Tomljanović Greet Minnen            | Anna Blinkova Ena Shibahara Caroline Dolehide Sorana Cîrstea          |

### Marzo
| Semana                  | Torneo | Campeonas                                         | Finalistas                         | Semifinalistas                         | Cuartos de final                                               |
| ----------------------- | --- | ------------------------------------------------- | ---------------------------------- | -------------------------------------- | -------------------------------------------------------------- |
| 3 de marzo 10 de marzo  | BNP Paribas Open Indian Wells, Estados Unidos WTA 1000 $8,963,700 – Dura – 96S/48Q/32D Cuadro Individual – Cuadro de Dobles                         | Mirra Andreeva 2-6, 6-4, 6-3                      | Aryna Sabalenka                    | Madison Keys Iga Świątek               | Liudmila Samsónova Belinda Bencic Elina Svitolina Qinwen Zheng |
| 3 de marzo 10 de marzo  | BNP Paribas Open Indian Wells, Estados Unidos WTA 1000 $8,963,700 – Dura – 96S/48Q/32D Cuadro Individual – Cuadro de Dobles                         | Asia Muhammad Demi Schuurs 6-2, 7-6(4)            | Tereza Mihalíková Olivia Nicholls  | Madison Keys Iga Świątek               | Liudmila Samsónova Belinda Bencic Elina Svitolina Qinwen Zheng |
| 17 de marzo 24 de marzo | Miami Open presented by Itaú Miami, Estados Unidos WTA 1000 $8,963,700 – Dura – 96S/48Q/32D Cuadro Individual – Cuadro de Dobles                    | Aryna Sabalenka 7-5, 6-2                          | Jessica Pegula                     | Jasmine Paolini Alexandra Eala         | Qinwen Zheng Magda Linette Emma Raducanu Iga Świątek           |
| 17 de marzo 24 de marzo | Miami Open presented by Itaú Miami, Estados Unidos WTA 1000 $8,963,700 – Dura – 96S/48Q/32D Cuadro Individual – Cuadro de Dobles                    | Mirra Andreeva Diana Shnaider 6-3, 6-7(5), [10-2] | Cristina Bucșa Miyu Kato           | Jasmine Paolini Alexandra Eala         | Qinwen Zheng Magda Linette Emma Raducanu Iga Świątek           |
| 31 de marzo             | Credit One Charleston Open Charleston, Estados Unidos WTA 500 $1,064,510 – Tierra batida (verde) – 56S/24Q/16D Cuadro Individual – Cuadro de Dobles | Jessica Pegula 6-3, 7-5                           | Sofia Kenin                        | Ekaterina Alexandrova Amanda Anisimova | Danielle Collins Qinwen Zheng Emma Navarro Anna Kalinskaya     |
| 31 de marzo             | Credit One Charleston Open Charleston, Estados Unidos WTA 500 $1,064,510 – Tierra batida (verde) – 56S/24Q/16D Cuadro Individual – Cuadro de Dobles | Jeļena Ostapenko Erin Routliffe 6-4, 6-2          | Caroline Dolehide Desirae Krawczyk | Ekaterina Alexandrova Amanda Anisimova | Danielle Collins Qinwen Zheng Emma Navarro Anna Kalinskaya     |
| 31 de marzo             | Copa Colsanitas Zurich Bogotá, Colombia WTA 250 $275,094 – Tierra batida – 32S/24Q/16D Cuadro Individual – Cuadro de Dobles                         | Camila Osorio 6-3, 6-3                            | Katarzyna Kawa                     | Julieta Pareja Julia Riera             | Marie Bouzková Léolia Jeanjean Lea Bošković Tatjana Maria      |
| 31 de marzo             | Copa Colsanitas Zurich Bogotá, Colombia WTA 250 $275,094 – Tierra batida – 32S/24Q/16D Cuadro Individual – Cuadro de Dobles                         | Cristina Bucșa Sara Sorribes 5-7, 6-2, [10-5]     | Irina Bara Laura Pigossi           | Julieta Pareja Julia Riera             | Marie Bouzková Léolia Jeanjean Lea Bošković Tatjana Maria      |

### Abril
| Semana                  | Torneo | Campeonas                                                                                                   | Finalistas | Semifinalistas                        | Cuartos de final                                                             |
| ----------------------- | --- | --- | --- | ------------------------------------- | ---------------------------------------------------------------------------- |
| 7 de abril              | Fase clasificatoria - Copa Billie Jean King Tokio, Japón Ostrava, República Checa Bratislava, Eslovaquia Brisbane, Australia Radom, Polonia The Hague, Países Bajos | Grupo A Japón Grupo B España Grupo C Estados Unidos Grupo D Kazajistán Grupo E Ucrania Grupo F Gran Bretaña | Canadá Rumanía República Checa Brasil Eslovaquia Dinamarca Australia Colombia Polonia Países Bajos Suiza Alemania |                                       |                                                                              |
| 14 de abril             | Porsche Tennis Grand Prix Stuttgart, Alemania WTA 500 $1,064,510 – Tierra batida (i) – 28S/16Q/16D Cuadro Individual – Cuadro de Dobles                             | Jeļena Ostapenko 6-4, 6-1                                                                                   | Aryna Sabalenka                                                                                                   | Jasmine Paolini Ekaterina Alexandrova | Elise Mertens Coco Gauff Jessica Pegula Iga Świątek                          |
| 14 de abril             | Porsche Tennis Grand Prix Stuttgart, Alemania WTA 500 $1,064,510 – Tierra batida (i) – 28S/16Q/16D Cuadro Individual – Cuadro de Dobles                             | Gabriela Dabrowski Erin Routliffe 6-3, 6-3                                                                  | Ekaterina Alexandrova Shuai Zhang                                                                                 | Jasmine Paolini Ekaterina Alexandrova | Elise Mertens Coco Gauff Jessica Pegula Iga Świątek                          |
| 14 de abril             | Open Capfinances Rouen Métropole Ruan, Francia WTA 250 €239,212 – Tierra batida (i) – 32S/32Q/16D Cuadro Individual – Cuadro de Dobles                              | Elina Svitolina 6-4, 7-6(8)                                                                                 | Olga Danilović | Elena-Gabriela Ruse Suzan Lamens      | Jéssica Bouzas Jessika Ponchet Moyuka Uchijima Tiantsoa Rakotomanga Rajaonah |
| 14 de abril             | Open Capfinances Rouen Métropole Ruan, Francia WTA 250 €239,212 – Tierra batida (i) – 32S/32Q/16D Cuadro Individual – Cuadro de Dobles                              | Aleksandra Krunić Sabrina Santamaria 6-0, 6-4                                                               | Irina Khromacheva Linda Nosková                                                                                   | Elena-Gabriela Ruse Suzan Lamens      | Jéssica Bouzas Jessika Ponchet Moyuka Uchijima Tiantsoa Rakotomanga Rajaonah |
| 21 de abril 28 de abril | Mutua Madrid Open Madrid, España WTA 1000 $8,963,700– Tierra batida – 96S/48Q/32D Cuadro Individual – Cuadro de Dobles                                              | Aryna Sabalenka 6-3, 7-6(3)                                                                                 | Coco Gauff | Elina Svitolina Iga Świątek           | Marta Kostyuk Moyuka Uchijima Mirra Andreeva Madison Keys                    |
| 21 de abril 28 de abril | Mutua Madrid Open Madrid, España WTA 1000 $8,963,700– Tierra batida – 96S/48Q/32D Cuadro Individual – Cuadro de Dobles                                              | Sorana Cîrstea Anna Kalinskaya 6-7(10), 6-2, [12-10]                                                        | Veronika Kudermetova Elise Mertens                                                                                | Elina Svitolina Iga Świątek           | Marta Kostyuk Moyuka Uchijima Mirra Andreeva Madison Keys                    |

### Mayo
| Semana                | Torneo | Campeones                                     | Subcampeones                         | Semifinalistas                       | Cuartos de final                                                |
| --------------------- | --- | --------------------------------------------- | ------------------------------------ | ------------------------------------ | --------------------------------------------------------------- |
| 5 de mayo 12 de mayo  | Internazionali BNL d'Italia Roma, Italia WTA 1000 $6,911,032 – Tierra Batida – 96S/48Q/32D Cuadro Individual – Cuadro de Dobles               | Jasmine Paolini 6-4, 6-2                      | Cori Gauff                           | Qinwen Zheng Peyton Stearns          | Aryna Sabalenka Mirra Andreeva Diana Shnaider Elina Svitolina   |
| 5 de mayo 12 de mayo  | Internazionali BNL d'Italia Roma, Italia WTA 1000 $6,911,032 – Tierra Batida – 96S/48Q/32D Cuadro Individual – Cuadro de Dobles               | Sara Errani Jasmine Paolini 6-4, 7-5          | Veronika Kudermetova Elise Mertens   | Qinwen Zheng Peyton Stearns          | Aryna Sabalenka Mirra Andreeva Diana Shnaider Elina Svitolina   |
| 19 de mayo            | Internationaux de Strasbourg Estrasburgo, Francia WTA 500 €925,661 – Tierra Batida – 28S/16Q/16D Cuadro Individual – Cuadro de Dobles         | Elena Rybakina 6-1, 6-7(2), 6-1               | Liudmila Samsonova                   | Danielle Collins Beatriz Haddad Maia | Anna Kalinskaya Paula Badosa Magda Linette Emma Navarro         |
| 19 de mayo            | Internationaux de Strasbourg Estrasburgo, Francia WTA 500 €925,661 – Tierra Batida – 28S/16Q/16D Cuadro Individual – Cuadro de Dobles         | Timea Babos Luisa Stefani 6-3, 6-7(3), [10-7] | Guo Hanyu Nicole Melichar            | Danielle Collins Beatriz Haddad Maia | Anna Kalinskaya Paula Badosa Magda Linette Emma Navarro         |
| 19 de mayo            | Grand Prix SAR La Princesse Lalla Meryem Rabat, Marruecos WTA 250 $267,082 – Tierra Batida – 32S/16Q/16D Cuadro Individual – Cuadro de Dobles | Maya Joint 6-3, 6-2                           | Jaqueline Cristian                   | Ajla Tomljanović Camila Osorio       | Jéssica Bouzas Maneiro Ann Li Anastasija Sevastova Maria Mateas |
| 19 de mayo            | Grand Prix SAR La Princesse Lalla Meryem Rabat, Marruecos WTA 250 $267,082 – Tierra Batida – 32S/16Q/16D Cuadro Individual – Cuadro de Dobles | Maya Joint Oksana Kalashnikova 6-3, 7-5       | Angelica Moratelli Camilla Rosatello | Ajla Tomljanović Camila Osorio       | Jéssica Bouzas Maneiro Ann Li Anastasija Sevastova Maria Mateas |
| 26 de mayo 2 de junio | Roland Garros París, Francia Grand Slam €26,334,000 – Tierra Batida – 128S/128Q/64D/32X Cuadro Individual – Cuadro de Dobles – Dobles Mixtos  | Cori Gauff 6-7(5), 6-2, 6-4                   | Aryna Sabalenka                      | Iga Świątek Loïs Boisson             | Zheng Qinwen Elina Svitolina Mirra Andreeva Madison Keys        |
| 26 de mayo 2 de junio | Roland Garros París, Francia Grand Slam €26,334,000 – Tierra Batida – 128S/128Q/64D/32X Cuadro Individual – Cuadro de Dobles – Dobles Mixtos  | Sara Errani Jasmine Paolini 6-4, 2-6, 6-1     | Anna Danilina Aleksandra Krunić      |                                      | Zheng Qinwen Elina Svitolina Mirra Andreeva Madison Keys        |
| 26 de mayo 2 de junio | Roland Garros París, Francia Grand Slam €26,334,000 – Tierra Batida – 128S/128Q/64D/32X Cuadro Individual – Cuadro de Dobles – Dobles Mixtos  | Sara Errani Andrea Vavassori 6-4, 6-2         | Shuai Zhang Marcelo Arévalo          |                                      | Zheng Qinwen Elina Svitolina Mirra Andreeva Madison Keys        |

### Junio
| Semana                  | Torneo | Campeones                                          | Subcampeones                       | Semifinalistas                               | Cuartos de final                                                           |
| ----------------------- | --- | -------------------------------------------------- | ---------------------------------- | -------------------------------------------- | -------------------------------------------------------------------------- |
| 9 de junio              | LTA London Championships Londres, Gran Bretaña WTA 500 $1,415,000 – Césped – 28S/24Q/16D Cuadro Individual – Cuadro de Dobles                               | Tatjana Maria 6-3, 6-4                             | Amanda Anisimova                   | Zheng Qinwen Madison Keys                    | Emma Raducanu Emma Navarro Elena Rybakina Diana Shnaider                   |
| 9 de junio              | LTA London Championships Londres, Gran Bretaña WTA 500 $1,415,000 – Césped – 28S/24Q/16D Cuadro Individual – Cuadro de Dobles                               | Asia Muhammad Demi Schuurs 7-5, 6-7(3), [10-4]     | Anna Danilina Diana Shnaider       | Zheng Qinwen Madison Keys                    | Emma Raducanu Emma Navarro Elena Rybakina Diana Shnaider                   |
| 9 de junio              | Libéma Open 's-Hertogenbosch, Países Bajos WTA 250 $226,750 – Césped – 32S/24Q/16D Cuadro Individual – Cuadro de Dobles                                     | Elise Mertens 6-3, 7-6(4)                          | Elena-Gabriela Ruse                | Elisabetta Cocciaretto Ekaterina Alexandrova | Bianca Andreescu Suzan Lamens Yue Yuan Veronika Kudermetova                |
| 9 de junio              | Libéma Open 's-Hertogenbosch, Países Bajos WTA 250 $226,750 – Césped – 32S/24Q/16D Cuadro Individual – Cuadro de Dobles                                     | Irina Khromacheva Fanny Stollar 7-5, 6-3           | Nicole Melichar Liudmila Samsonova | Elisabetta Cocciaretto Ekaterina Alexandrova | Bianca Andreescu Suzan Lamens Yue Yuan Veronika Kudermetova                |
| 16 de junio             | Berlin Ladies Open Berlín, Alemania WTA 500 €925,661 – Césped – 28S/24Q/16D Cuadro Individual – Cuadro de Dobles                                            | Markéta Vondroušová 7-6(10), 4-6, 6-2              | Wang Xinyu                         | Aryna Sabalenka Liudmila Samsonova           | Elena Rybakina Ons Jabeur Amanda Anisimova Paula Badosa                    |
| 16 de junio             | Berlin Ladies Open Berlín, Alemania WTA 500 €925,661 – Césped – 28S/24Q/16D Cuadro Individual – Cuadro de Dobles                                            | Tereza Mihalíková Olivia Nicholls 4-6, 6-2, [10-6] | Sara Errani Jasmine Paolini        | Aryna Sabalenka Liudmila Samsonova           | Elena Rybakina Ons Jabeur Amanda Anisimova Paula Badosa                    |
| 16 de junio             | Rothesay Nottingham Open Nottingham, Gran Bretaña WTA 250 $267,082 – Césped – 32S/24Q/16D Cuadro Individual – Cuadro de Dobles                              | McCartney Kessler 6-4, 7-5                         | Dayana Yastremska                  | Rebecca Šramková Magda Linette               | Katie Boulter Linda Nosková Leylah Fernandez Clara Tauson                  |
| 16 de junio             | Rothesay Nottingham Open Nottingham, Gran Bretaña WTA 250 $267,082 – Césped – 32S/24Q/16D Cuadro Individual – Cuadro de Dobles                              | Beatriz Haddad Maia Laura Siegemund 6-3, 6-2       | Anna Danilina Ena Shibahara        | Rebecca Šramková Magda Linette               | Katie Boulter Linda Nosková Leylah Fernandez Clara Tauson                  |
| 23 de junio             | Bad Homburg Open powered by Solarwatt Bad Homburg, Alemania WTA 500 $1,064,510 – Césped – 32S/8Q/16D Cuadro Individual – Cuadro de Dobles                   | Jessica Pegula 6-4, 7-5                            | Iga Świątek                        | Linda Nosková Jasmine Paolini                | Emma Navarro Mirra Andreeva Ekaterina Alexandrova Beatriz Haddad Maia      |
| 23 de junio             | Bad Homburg Open powered by Solarwatt Bad Homburg, Alemania WTA 500 $1,064,510 – Césped – 32S/8Q/16D Cuadro Individual – Cuadro de Dobles                   | Guo Hanyu Alexandra Panova 4-6, 7-6(4), [10-5]     | Lyudmyla Kichenok Ellen Perez      | Linda Nosková Jasmine Paolini                | Emma Navarro Mirra Andreeva Ekaterina Alexandrova Beatriz Haddad Maia      |
| 23 de junio             | Rothesay Eastbourne International Eastbourne, Gran Bretaña WTA 250 $917,664 – Césped – 28S/24Q/16D Cuadro Individual – Cuadro de Dobles                     | Maya Joint 6-4, 1-6, 7-6(10)                       | Alexandra Eala                     | Anastasia Pavlyuchenkova Varvara Gracheva    | Anna Blinkova Kamilla Rakhimova Dayana Yastremska Barbora Krejčíková       |
| 23 de junio             | Rothesay Eastbourne International Eastbourne, Gran Bretaña WTA 250 $917,664 – Césped – 28S/24Q/16D Cuadro Individual – Cuadro de Dobles                     | Marie Bouzková Anna Danilina 6-4, 7-5              | Hsieh Su-wei Maya Joint            | Anastasia Pavlyuchenkova Varvara Gracheva    | Anna Blinkova Kamilla Rakhimova Dayana Yastremska Barbora Krejčíková       |
| 30 de junio 12 de julio | The Championships, Wimbledon Londres, Gran Bretaña Grand Slam $25,161,500 – Césped – 128S/128Q/64D/32X Cuadro Individual – Cuadro de Dobles – Dobles Mixtos | Iga Świątek 6-0, 6-0                               | Amanda Anisimova                   | Aryna Sabalenka Belinda Bencic               | Laura Siegemund Anastasia Pavlyuchenkova Mirra Andreeva Liudmila Samsonova |
| 30 de junio 12 de julio | The Championships, Wimbledon Londres, Gran Bretaña Grand Slam $25,161,500 – Césped – 128S/128Q/64D/32X Cuadro Individual – Cuadro de Dobles – Dobles Mixtos | Veronika Kudermetova Elise Mertens 3-6, 6-2, 6-4   | Su-Wei Hsieh Jelena Ostapenko      | Aryna Sabalenka Belinda Bencic               | Laura Siegemund Anastasia Pavlyuchenkova Mirra Andreeva Liudmila Samsonova |
| 30 de junio 12 de julio | The Championships, Wimbledon Londres, Gran Bretaña Grand Slam $25,161,500 – Césped – 128S/128Q/64D/32X Cuadro Individual – Cuadro de Dobles – Dobles Mixtos | Sem Verbeek Kateřina Siniaková 7-6(3), 7-6(3)      | Joe Salisbury Luisa Stefani        | Aryna Sabalenka Belinda Bencic               | Laura Siegemund Anastasia Pavlyuchenkova Mirra Andreeva Liudmila Samsonova |

### Julio
| Semana                  | Torneo | Campeones                                        | Subcampeones                       | Semifinalistas                             | Cuartos de final                                                       |
| ----------------------- | --- | ------------------------------------------------ | ---------------------------------- | ------------------------------------------ | ---------------------------------------------------------------------- |
| 14 de julio             | Hopman Cup Bari, Italia Campeonato Mixto de la ITF Dura (o) – 6 equipos (RR)                                                     | Canadá · 2-1                                     | Italia                             | Eliminados del Grupo A · Grecia · España · | Eliminados del Grupo B · Croacia · Francia ·                           |
| 14 de julio             | Hamburg European Open Hamburgo, Alemania WTA 250 $– Tierra Batida – 32S/16Q/16D Cuadro Individual – Cuadro de Dobles             | Loïs Boisson 7-5, 6-3                            | Anna Bondár                        | Kaja Juvan Dayana Yastremska               | Ekaterina Alexandrova Leyre Romero Gormaz Viktoriya Tomova Dalma Galfi |
| 14 de julio             | Hamburg European Open Hamburgo, Alemania WTA 250 $– Tierra Batida – 32S/16Q/16D Cuadro Individual – Cuadro de Dobles             | Nadiia Kichenok Makoto Ninomiya 6-4, 3-6, [11-9] | Anna Bondár Arantxa Rus            | Kaja Juvan Dayana Yastremska               | Ekaterina Alexandrova Leyre Romero Gormaz Viktoriya Tomova Dalma Galfi |
| 14 de julio             | UniCredit Iași Open Iasi, Rumania WTA 250 $– Tierra Batida – 32S/24Q/16D Cuadro Individual – Cuadro de Dobles                    | Irina-Camelia Begu 6-0, 7-5                      | Jil Teichmann                      | Sorana Cîrstea Jaqueline Cristian          | María Lourdes Carlé Simona Waltert Anna Sisková Panna Udvardy          |
| 14 de julio             | UniCredit Iași Open Iasi, Rumania WTA 250 $– Tierra Batida – 32S/24Q/16D Cuadro Individual – Cuadro de Dobles                    | Veronika Erjavec Panna Udvardy 7-5, 6-3          | María Lourdes Carlé Simona Waltert | Sorana Cîrstea Jaqueline Cristian          | María Lourdes Carlé Simona Waltert Anna Sisková Panna Udvardy          |
| 21 de julio             | Mubadala Citi DC Open Washington D. C., Estados Unidos WTA 500 $– Dura – 28S/16Q/16D Cuadro Individual – Cuadro de Dobles        | Leylah Fernandez 6-1, 6-2                        | Anna Kalinskaya                    | Elena Rybakina Emma Raducanu               | Taylor Townsend Magdalena Fręch Clara Tauson Maria Sakkari             |
| 21 de julio             | Mubadala Citi DC Open Washington D. C., Estados Unidos WTA 500 $– Dura – 28S/16Q/16D Cuadro Individual – Cuadro de Dobles        | Taylor Townsend Zhang Shuai 6-1, 6-1             | Caroline Dolehide Sofia Kenin      | Elena Rybakina Emma Raducanu               | Taylor Townsend Magdalena Fręch Clara Tauson Maria Sakkari             |
| 21 de julio             | Livesport Prague Open 2025 Praga, República Checa WTA 250 $– Dura – 32S/24Q/16D Cuadro Individual – Cuadro de Dobles             | Marie Bouzková 2-6, 6-1, 6-3                     | Linda Nosková                      | Wang Xinyu Tereza Valentová                | Kateřina Siniaková Sára Bejlek Ann Li Jessika Ponchet                  |
| 21 de julio             | Livesport Prague Open 2025 Praga, República Checa WTA 250 $– Dura – 32S/24Q/16D Cuadro Individual – Cuadro de Dobles             | Nadiia Kichenok Makoto Ninomiya 1-6, 6-4, [10-7] | Lucie Havlíčková Laura Samson      | Wang Xinyu Tereza Valentová                | Kateřina Siniaková Sára Bejlek Ann Li Jessika Ponchet                  |
| 28 de julio 4 de agosto | Omnium Banque Nationale présenté par Rogers Montreal, Canadá WTA 1000 $– Dura – 96S/48Q/32D Cuadro Individual – Cuadro de Dobles | Victoria Mboko 2-6, 6-4, 6-1                     | Naomi Osaka                        | Elena Rybakina Clara Tauson                | Jéssica Bouzas Marta Kostyuk Elina Svitolina Madison Keys              |
| 28 de julio 4 de agosto | Omnium Banque Nationale présenté par Rogers Montreal, Canadá WTA 1000 $– Dura – 96S/48Q/32D Cuadro Individual – Cuadro de Dobles | Cori Gauff McCartney Kessler 6-4, 1-6, [13-11]   | Taylor Townsend Zhang Shuai        | Elena Rybakina Clara Tauson                | Jéssica Bouzas Marta Kostyuk Elina Svitolina Madison Keys              |

### Agosto
| Semana                       | Torneo | Campeones                                  | Subcampeones               | Semifinalistas              | Cuartos de final                                            |
| ---------------------------- | --- | ------------------------------------------ | -------------------------- | --------------------------- | ----------------------------------------------------------- |
| 4 de agosto 11 de agosto     | Cincinnati Open Cincinnati, Estados Unidos WTA 1000 $– Dura – 96S/48Q/32D Cuadro Individual – Cuadro de Dobles                    | Iga Świątek 7-5, 6-4                       | Jasmine Paolini            | Elena Rybakina Clara Tauson | Aryna Sabalenka Anna Kalinskaya Varvara Gracheva Cori Gauff |
| 4 de agosto 11 de agosto     | Cincinnati Open Cincinnati, Estados Unidos WTA 1000 $– Dura – 96S/48Q/32D Cuadro Individual – Cuadro de Dobles                    | Gabriela Dabrowski Erin Routliffe 6-4, 6-3 | Guo Hanyu Alexandra Panova | Elena Rybakina Clara Tauson | Aryna Sabalenka Anna Kalinskaya Varvara Gracheva Cori Gauff |
| 18 de agosto                 | Abierto GNP Seguros 2025 Monterrey, México WTA 500 $– Dura – 28S/16Q/16D Cuadro Individual – Cuadro de Dobles                     | vs                                         | vs                         | vs                          | vs                                                          |
| 18 de agosto                 | Abierto GNP Seguros 2025 Monterrey, México WTA 500 $– Dura – 28S/16Q/16D Cuadro Individual – Cuadro de Dobles                     | / vs /                                     |                            | vs                          | vs                                                          |
| 18 de agosto                 | Tennis in The Land Cleveland, Estados Unidos WTA 250 $– Dura – 32S/16Q/16D Cuadro Individual – Cuadro de Dobles                   | vs                                         | vs                         | vs                          | vs                                                          |
| 18 de agosto                 | Tennis in The Land Cleveland, Estados Unidos WTA 250 $– Dura – 32S/16Q/16D Cuadro Individual – Cuadro de Dobles                   | / vs /                                     |                            | vs                          | vs                                                          |
| 25 de agosto 1 de septiembre | U.S. Open Nueva York, Estados Unidos Grand Slam $ – Dura – 128S/128Q/64D/32X Cuadro Individual – Cuadro de Dobles – Dobles Mixtos | vs                                         | vs                         | vs                          | vs                                                          |
| 25 de agosto 1 de septiembre | U.S. Open Nueva York, Estados Unidos Grand Slam $ – Dura – 128S/128Q/64D/32X Cuadro Individual – Cuadro de Dobles – Dobles Mixtos | / vs /                                     |                            | vs                          | vs                                                          |
| 25 de agosto 1 de septiembre | U.S. Open Nueva York, Estados Unidos Grand Slam $ – Dura – 128S/128Q/64D/32X Cuadro Individual – Cuadro de Dobles – Dobles Mixtos | / vs /                                     |                            | vs                          | vs                                                          |

### Septiembre
| Semana                            | Torneo | Campeonas | Subcampeonas | Semifinalistas | Cuartos de final |
| --------------------------------- | --- | --------- | ------------ | -------------- | ---------------- |
| 8 de septiembre                   | Guadalajara Open Akron presented by Santander Guadalajara, México WTA 500 $– Dura – 28S/24Q/16D Cuadro Individual – Cuadro de Dobles | vs        | vs           | vs             | vs               |
| 8 de septiembre                   | Guadalajara Open Akron presented by Santander Guadalajara, México WTA 500 $– Dura – 28S/24Q/16D Cuadro Individual – Cuadro de Dobles | / vs /    |              | vs             | vs               |
| 8 de septiembre                   | Jasmin Open Tunisia Monastir, Túnez WTA 250 $– Dura – 32S/24Q/16D Cuadro Individual – Cuadro de Dobles                               | vs        | vs           | vs             | vs               |
| 8 de septiembre                   | Jasmin Open Tunisia Monastir, Túnez WTA 250 $– Dura – 32S/24Q/16D Cuadro Individual – Cuadro de Dobles                               | / vs /    |              | vs             | vs               |
| 15 de septiembre                  | Korea Open Seúl, Corea del Sur WTA 500 $– Dura – 28S/24Q/16D Cuadro Individual – Cuadro de Dobles                                    | vs        | vs           | vs             | vs               |
| 15 de septiembre                  | Korea Open Seúl, Corea del Sur WTA 500 $– Dura – 28S/24Q/16D Cuadro Individual – Cuadro de Dobles                                    | / vs /    |              | vs             | vs               |
| 15 de septiembre                  | Ningbo Open 1 Ningbo, China WTA 250 $– Dura – 32S/24Q/16D Cuadro Individual – Cuadro de Dobles                                       | vs        | vs           | vs             | vs               |
| 15 de septiembre                  | Ningbo Open 1 Ningbo, China WTA 250 $– Dura – 32S/24Q/16D Cuadro Individual – Cuadro de Dobles                                       | / vs /    |              | vs             | vs               |
| 22 de septiembre 29 de septiembre | China Open Pekín, China WTA 1000 $– Dura – 96S/48Q/32D Cuadro Individual – Cuadro de Dobles                                          | vs        | vs           | vs             | vs               |
| 22 de septiembre 29 de septiembre | China Open Pekín, China WTA 1000 $– Dura – 96S/48Q/32D Cuadro Individual – Cuadro de Dobles                                          | / vs /    |              | vs             | vs               |

### Octubre
| Semana        | Torneo | Campeonas | Subcampeonas | Semifinalistas | Cuartos de final |
| ------------- | --- | --------- | ------------ | -------------- | ---------------- |
| 6 de octubre  | Dongfeng Voyah Wuhan Open Wuhan, China WTA 1000 $– Dura – 56S/32Q/28D Cuadro Individual – Cuadro de Dobles           | vs        | vs           | vs             | vs               |
| 6 de octubre  | Dongfeng Voyah Wuhan Open Wuhan, China WTA 1000 $– Dura – 56S/32Q/28D Cuadro Individual – Cuadro de Dobles           | / vs /    |              | vs             | vs               |
| 13 de octubre | Ningbo Open 2 Ningbo, China WTA 500 $– Dura – 28S/24Q/16D Cuadro Individual – Cuadro de Dobles                       | vs        | vs           | vs             | vs               |
| 13 de octubre | Ningbo Open 2 Ningbo, China WTA 500 $– Dura – 28S/24Q/16D Cuadro Individual – Cuadro de Dobles                       | / vs /    |              | vs             | vs               |
| 13 de octubre | Kinoshita Group Japan Open Osaka, Japón WTA 250 $– Dura – 32S/24Q/16D Cuadro Individual – Cuadro de Dobles           | vs        | vs           | vs             | vs               |
| 13 de octubre | Kinoshita Group Japan Open Osaka, Japón WTA 250 $– Dura – 32S/24Q/16D Cuadro Individual – Cuadro de Dobles           | / vs /    |              | vs             | vs               |
| 20 de octubre | Toray Pan Pacific Open Tennis Tokio, Japón WTA 500 $– Dura – 28S/24Q/16D Cuadro Individual – Cuadro de Dobles        | vs        | vs           | vs             | vs               |
| 20 de octubre | Toray Pan Pacific Open Tennis Tokio, Japón WTA 500 $– Dura – 28S/24Q/16D Cuadro Individual – Cuadro de Dobles        | / vs /    |              | vs             | vs               |
| 20 de octubre | Guangzhou Open Guangzhou, China WTA 250 $– Dura – 32S/24Q/16D Cuadro Individual – Cuadro de Dobles                   | vs        | vs           | vs             | vs               |
| 20 de octubre | Guangzhou Open Guangzhou, China WTA 250 $– Dura – 32S/24Q/16D Cuadro Individual – Cuadro de Dobles                   | / vs /    |              | vs             | vs               |
| 27 de octubre | Prudential Hong Kong Tennis Open Hong Kong, China WTA 250 $– Dura – 32S/24Q/16D Cuadro Individual – Cuadro de Dobles | vs        | vs           | vs             | vs               |
| 27 de octubre | Prudential Hong Kong Tennis Open Hong Kong, China WTA 250 $– Dura – 32S/24Q/16D Cuadro Individual – Cuadro de Dobles | / vs /    |              | vs             | vs               |
| 27 de octubre | Jiangxi Open Jiangxi, China WTA 250 $– Dura – 32S/24Q/16D Cuadro Individual – Cuadro de Dobles                       | vs        | vs           | vs             | vs               |
| 27 de octubre | Jiangxi Open Jiangxi, China WTA 250 $– Dura – 32S/24Q/16D Cuadro Individual – Cuadro de Dobles                       | / vs /    |              | vs             | vs               |

### Noviembre
| Semana          | Torneo | Campeonas                                                  | Subcampeonas                                               | Semifinalistas                                                                            | Cuartos de final |
| --------------- | --- | ---------------------------------------------------------- | ---------------------------------------------------------- | ----------------------------------------------------------------------------------------- | --- |
| 3 de noviembre  | WTA Finals Riad, Arabia Saudita Campeonato de Fin de Año $– Dura (i) – 8S/8D (RR) Cuadro Individual – Cuadro de Dobles | vs                                                         | vs                                                         | vs                                                                                        | Round RobinGrupo A Grupo B |
| 3 de noviembre  | WTA Finals Riad, Arabia Saudita Campeonato de Fin de Año $– Dura (i) – 8S/8D (RR) Cuadro Individual – Cuadro de Dobles | / vs /                                                     |                                                            | vs                                                                                        | Round RobinGrupo A Grupo B |
| 10 de noviembre | Copa Billie Jean King – Finales Por determinar Dura (i) – 8 equipos                                                    | [[Equipo de Fed Cup de \|]] vs [[Equipo de Fed Cup de \|]] | [[Equipo de Fed Cup de \|]] vs [[Equipo de Fed Cup de \|]] | [[Equipo de Fed Cup de \|]] vs [[Equipo de Fed Cup de \|]] vs [[Equipo de Fed Cup de \|]] | [[Equipo de Fed Cup de \|]] vs [[Equipo de Fed Cup de \|]] vs [[Equipo de Fed Cup de \|]] vs [[Equipo de Fed Cup de \|]] vs [[Equipo de Fed Cup de \|]] |

## Resumen por títulos

### Individual

#### Por tenistas
| N.º | Tenista               | Total | Grand Slam | WTA 1000 | WTA 500 | WTA 250 |
| 1   | Aryna Sabalenka       | 3     |            | 2        | 1       |         |
| 1   | Jessica Pegula        | 3     |            |          | 2       | 1       |
| 3   | Madison Keys          | 2     | 1          |          | 1       |         |
| 3   | Iga Świątek           | 2     | 1          | 1        |         |         |
| 3   | Mirra Andreeva        | 2     |            | 2        |         |         |
| 3   | Maya Joint            | 2     |            |          |         | 2       |
| 3   | McCartney Kessler     | 2     |            |          |         | 2       |
| 7   | Cori Gauff            | 1     | 1          |          |         |         |
| 7   | Amanda Anisimova      | 1     |            | 1        |         |         |
| 7   | Victoria Mboko        | 1     |            | 1        |         |         |
| 7   | Jasmine Paolini       | 1     |            | 1        |         |         |
| 7   | Ekaterina Alexandrova | 1     |            |          | 1       |         |
| 7   | Belinda Bencic        | 1     |            |          | 1       |         |
| 7   | Leylah Fernandez      | 1     |            |          | 1       |         |
| 7   | Tatjana Maria         | 1     |            |          | 1       |         |
| 7   | Emma Navarro          | 1     |            |          | 1       |         |
| 7   | Jeļena Ostapenko      | 1     |            |          | 1       |         |
| 7   | Elena Rybakina        | 1     |            |          | 1       |         |
| 7   | Markéta Vondroušová   | 1     |            |          | 1       |         |
| 7   | Irina-Camelia Begu    | 1     |            |          |         | 1       |
| 7   | Loïs Boisson          | 1     |            |          |         | 1       |
| 7   | Marie Bouzková        | 1     |            |          |         | 1       |
| 7   | Elise Mertens         | 1     |            |          |         | 1       |
| 7   | Camila Osorio         | 1     |            |          |         | 1       |
| 7   | Anastasia Potapova    | 1     |            |          |         | 1       |
| 7   | Elina Svitólina       | 1     |            |          |         | 1       |
| 7   | Clara Tauson          | 1     |            |          |         | 1       |

#### Por países
| N.º | Tenista         | Total | Grand Slam | WTA 1000 | WTA 500 | WTA 250 |
| 1   | Estados Unidos  | 10    | 2          | 1        | 4       | 3       |
| 2   | Rusia           | 4     |            | 2        | 1       | 1       |
| 3   | Bielorrusia     | 3     |            | 2        | 1       |         |
| 4   | Polonia         | 2     | 1          | 1        |         |         |
| 4   | Canadá          | 2     |            | 1        | 1       |         |
| 4   | República Checa | 2     |            |          | 1       | 1       |
| 4   | Australia       | 2     |            |          |         | 2       |
| 8   | Italia          | 1     |            | 1        |         |         |
| 8   | Alemania        | 1     |            |          | 1       |         |
| 8   | Kazajistán      | 1     |            |          | 1       |         |
| 8   | Letonia         | 1     |            |          | 1       |         |
| 8   | Suiza           | 1     |            |          | 1       |         |
| 8   | Bélgica         | 1     |            |          |         | 1       |
| 8   | Colombia        | 1     |            |          |         | 1       |
| 8   | Dinamarca       | 1     |            |          |         | 1       |
| 8   | Francia         | 1     |            |          |         | 1       |
| 8   | Rumania         | 1     |            |          |         | 1       |
| 8   | Ucrania         | 1     |            |          |         | 1       |

(*) Dentro de la columna de Grand Slam, se incluye el torneo WTA Finals con un (+1).

### Dobles

#### Por tenistas
| N.º | Tenista              | Total | Grand Slam * | WTA 1000 | WTA 500 | WTA 250 * |
| 1   | Sara Errani          | 3     | 1            | 2        |         |           |
| 1   | Jasmine Paolini      | 3     | 1            | 2        |         |           |
| 1   | Taylor Townsend      | 3     | 1            | 1        | 1       |           |
| 1   | Erin Routliffe       | 3     |              | 1        | 2       |           |
| 5   | Kateřina Siniaková   | 2     | 1            | 1        |         |           |
| 5   | Mirra Andreeva       | 2     |              | 1        | 1       |           |
| 5   | Gabriela Dabrowski   | 2     |              | 1        | 1       |           |
| 5   | Asia Muhammad        | 2     |              | 1        | 1       |           |
| 5   | Demi Schuurs         | 2     |              | 1        | 1       |           |
| 5   | Diana Shnaider       | 2     |              | 1        | 1       |           |
| 5   | Timea Babos          | 2     |              |          | 2       |           |
| 5   | Hanyu Guo            | 2     |              |          | 1       |           |
| 5   | Jeļena Ostapenko     | 2     |              |          | 2       |           |
| 5   | Alexandra Panova     | 2     |              |          | 2       |           |
| 5   | Luisa Stefani        | 2     |              |          | 2       |           |
| 5   | Nadiia Kichenok      | 2     |              |          |         | 2         |
| 5   | Makoto Ninomiya      | 2     |              |          |         | 2         |
| 5   | Jiang Xinyu          | 2     |              |          |         | 2         |
| 5   | Fang-Hsien Wu        | 2     |              |          |         | 2         |
| 20  | Veronika Kudermetova | 1     | 1            |          |         |           |
| 20  | Elise Mertens        | 1     | 1            |          |         |           |
| 20  | Sorana Cîrstea       | 1     |              | 1        |         |           |
| 20  | Cori Gauff           | 1     |              | 1        |         |           |
| 20  | Anna Kalinskaya      | 1     |              | 1        |         |           |
| 20  | McCartney Kessler    | 1     |              | 1        |         |           |
| 20  | Tereza Mihalíková    | 1     |              |          | 1       |           |
| 20  | Olivia Nicholls      | 1     |              |          | 1       |           |
| 20  | Ellen Perez          | 1     |              |          | 1       |           |
| 20  | Katarzyna Piter      | 1     |              |          | 1       |           |
| 20  | Mayar Sherif         | 1     |              |          | 1       |           |
| 20  | Zhang Shuai          | 1     |              |          | 1       |           |
| 20  | Anna Blinkova        | 1     |              |          |         | 1         |
| 20  | Marie Bouzková       | 1     |              |          |         | 1         |
| 20  | Cristina Bucșa       | 1     |              |          |         | 1         |
| 20  | Anna Danilina        | 1     |              |          |         | 1         |
| 20  | Veronika Erjavec     | 1     |              |          |         | 1         |
| 20  | Beatriz Haddad Maia  | 1     |              |          |         | 1         |
| 20  | Maya Joint           | 1     |              |          |         | 1         |
| 20  | Oksana Kalashnikova  | 1     |              |          |         | 1         |
| 20  | Magali Kempen        | 1     |              |          |         | 1         |
| 20  | Irina Khromacheva    | 1     |              |          |         | 1         |
| 20  | Desirae Krawczyk     | 1     |              |          |         | 1         |
| 20  | Aleksandra Krunić    | 1     |              |          |         | 1         |
| 20  | Giuliana Olmos       | 1     |              |          |         | 1         |
| 20  | Sabrina Santamaria   | 1     |              |          |         | 1         |
| 20  | Laura Siegemund      | 1     |              |          |         | 1         |
| 20  | Anna Sisková         | 1     |              |          |         | 1         |
| 20  | Sara Sorribes        | 1     |              |          |         | 1         |
| 20  | Fanny Stollar        | 1     |              |          |         | 1         |
| 20  | Panna Udvardy        | 1     |              |          |         | 1         |
| 20  | Yuan Yue             | 1     |              |          |         | 1         |

#### Por países
| N.º | Tenista         | Total | Grand Slam * | WTA 1000 | WTA 500 | WTA 250 * |
| 1   | Rusia           | 10    | 1            | 3        | 4       | 2         |
| 2   | Estados Unidos  | 9     | 1            | 4        | 2       | 2         |
| 3   | Italia          | 6     | 2            | 4        |         |           |
| 3   | China           | 6     |              |          | 3       | 3         |
| 5   | República Checa | 4     | 1            | 1        |         | 2         |
| 5   | Hungría         | 4     |              |          | 2       | 2         |
| 7   | Nueva Zelanda   | 3     |              | 1        | 2       |           |
| 7   | Brasil          | 3     |              |          | 2       | 1         |
| 9   | Bélgica         | 2     | 1            |          |         | 1         |
| 9   | Canadá          | 2     |              | 1        | 1       |           |
| 9   | Países Bajos    | 2     |              | 1        | 1       |           |
| 9   | Letonia         | 2     |              |          | 2       |           |
| 9   | China Taipéi    | 2     |              |          |         | 2         |
| 9   | España          | 2     |              |          |         | 2         |
| 9   | Japón           | 2     |              |          |         | 2         |
| 9   | Ucrania         | 2     |              |          |         | 2         |
| 17  | Rumania         | 1     |              | 1        |         |           |
| 17  | Australia       | 1     |              |          | 1       |           |
| 17  | Egipto          | 1     |              |          | 1       |           |
| 17  | Eslovaquia      | 1     |              |          | 1       |           |
| 17  | Polonia         | 1     |              |          | 1       |           |
| 17  | Reino Unido     | 1     |              |          | 1       |           |
| 17  | Alemania        | 1     |              |          |         | 1         |
| 17  | Australia       | 1     |              |          |         | 1         |
| 17  | Eslovenia       | 1     |              |          |         | 1         |
| 17  | Georgia         | 1     |              |          |         | 1         |
| 17  | México          | 1     |              |          |         | 1         |

(*) Dentro de la columna de Grand Slam, se incluye el torneo WTA Finals con un (+1).

### Dobles Mixto

#### Por tenistas
| N.º | Tenista            | Total | Grand Slam |
| 1   | Sara Errani        | 1     | 1          |
| 1   | Kateřina Siniaková | 1     | 1          |
| 1   | Olivia Gadecki     | 1     | 1          |
| 1   | John Peers         | 1     | 1          |
| 1   | Andrea Vavassori   | 1     | 1          |
| 1   | Sem Verbeek        | 1     | 1          |

#### Por países
| N.º | Tenista         | Total | Grand Slam |
| 1   | Australia       | 2     | 2          |
| 1   | Italia          | 2     | 2          |
| 2   | Países Bajos    | 1     | 1          |
| 2   | República Checa | 1     | 1          |

### Detalles de los títulos
Las siguientes jugadoras ganaron su primer título del circuito en individual o dobles:
Individual
- Maya Joint  – Rabat (Cuadro)
- Loïs Boisson  – Hamburgo (Cuadro)
- Victoria Mboko  – Montreal (Cuadro)

Dobles
- Mirra Andreeva  – Brisbane (Cuadro)
- Diana Shnaider  – Brisbane (Cuadro)
- Magali Kempen  – Cluj-Napoca (Cuadro)
- Anna Sisková  – Cluj-Napoca (Cuadro)
- Maya Joint  – Rabat (Cuadro)
- Veronika Erjavec  – Iasi (Cuadro)
- McCartney Kessler  – Montreal (Cuadro)

Las siguientes jugadoras defendieron con éxito el título conseguido la temporada pasada en individual o dobles:
Individual
- Camila Osorio  – Bogotá (Cuadro)

Dobles
- Kateřina Siniaková  – Dubái (Cuadro)
- Cristina Bucșa  – Bogotá (Cuadro)
- Sara Errani  – Roma (Cuadro)
- Jasmine Paolini  – Roma (Cuadro)

## Distribución de puntos
| Categoría                   | G                     | F                    | SF                  | CF | R16 | R32 | R64 | R128 | Q | Q3 | Q2 | Q1 |
| Grand Slam (128S)           | 2000                  | 1300                 | 780                 | 430 | 240 | 130 | 70 | 10 | 40 | 30 | 20 | 2 |
| Grand Slam (64D)            | 2000                  | 1300                 | 780                 | 430 | 240 | 130 | 10 | – | – | – | – | – |
| WTA Finals (8S/8D)          | 1500 (max) 1100 (min) | 1000 (max) 600 (min) | 600 (max) 200 (min) | 200 por cada victoria en el round-robin +400 por una victoria en la semifinal, +500 por una victoria en la final. | 200 por cada victoria en el round-robin +400 por una victoria en la semifinal, +500 por una victoria en la final. | 200 por cada victoria en el round-robin +400 por una victoria en la semifinal, +500 por una victoria en la final. | 200 por cada victoria en el round-robin +400 por una victoria en la semifinal, +500 por una victoria en la final. | 200 por cada victoria en el round-robin +400 por una victoria en la semifinal, +500 por una victoria en la final. | 200 por cada victoria en el round-robin +400 por una victoria en la semifinal, +500 por una victoria en la final. | 200 por cada victoria en el round-robin +400 por una victoria en la semifinal, +500 por una victoria en la final. | 200 por cada victoria en el round-robin +400 por una victoria en la semifinal, +500 por una victoria en la final. | 200 por cada victoria en el round-robin +400 por una victoria en la semifinal, +500 por una victoria en la final. |
| WTA 1000 (96S, 48Q)         | 1000                  | 650                  | 390                 | 215 | 120 | 65 | 35 | 10 | 30 | – | 20 | 2 |
| WTA 1000 (56S, 32Q)         | 1000                  | 650                  | 390                 | 215 | 120 | 65 | 10 | – | 30 | – | 20 | 2 |
| WTA 1000 (28/32D)           | 1000                  | 650                  | 390                 | 215 | 120 | 10 | – | – | – | – | – | – |
| WTA 500 (56/48S, 24Q)       | 500                   | 325                  | 195                 | 108 | 60 | 32 | 1 | – | 25 | – | 13 | 1 |
| WTA 500 (32/30/28S, 24/16Q) | 500                   | 325                  | 195                 | 108 | 60 | 1 | – | – | 25 | – | 13 | 1 |
| WTA 500 (24D)               | 500                   | 325                  | 195                 | 108 | 60 | 1 | – | – | – | – | – | – |
| WTA 500 (16D)               | 500                   | 325                  | 195                 | 108 | 1 | – | – | – | – | – | – | – |
| WTA 250 (32S, 24/16Q)       | 250                   | 163                  | 98                  | 54 | 30 | 1 | – | – | 18 | – | 12 | 1 |
| WTA 250 (16D)               | 250                   | 163                  | 98                  | 54 | 1 | – | – | – | – | – | – | – |